# アンドレアス・バーダー
アンドレアス・バーダー（Andreas Baader、1943年5月6日 - 1977年10月18日）は、西ドイツのテロリスト。ドイツ赤軍の創設者、指導者の一人。1968年にウルリケ・マインホフ、グドルン・エンスリンらと極左地下組織「バーダー・マインホフ・グルッペ」（後にドイツ赤軍と改称）を結成し銀行強盗、爆破、誘拐、窃盗などあらゆる犯罪に手を染めた。

## 生涯
ミュンヘン出身。父親は中流クラスの歴史学者だったが、彼が2歳の時にソ連で戦死した。母親と叔母たちに甘やかされて育ち、性的衝動が強く、車を猛スピードで運転することを好んだ。20歳でベルリンに出て女流画家夫婦と同居して、1965年には女流画家に女の子を産ませた。
翌年、ベルリンの学生デモでグドルン・エンスリンと出会い、愛し合うようになって子供を残してフランクフルトに行った。そこで彼女からドイツ社会主義学生連盟の左翼的戦闘集団に引き合わされた。1968年にエンスリンと二人の同志たちと共にデパートに焼夷弾を仕掛けて逮捕され3年の禁固刑を宣告された。14ヶ月服役した後、仮釈放されフランスに逃亡した。しばらくはおとなしくしていたが、やがてベルリンに戻り1970年に再逮捕され、同年5月に仲間の手引きで脱獄している。警察から逃れるため中東に行き、レバノンのPFLP訓練施設で数人の仲間とともに戦闘訓練を受けたが、アラブ人とは仲が良くなかった。
ベルリンでドイツ赤軍（RAF）が再建されると資金源の確保のため銀行強盗を精力的に繰り返し、1971年から警官を射殺し、1972年5月からは西ドイツ各地で連続15件の爆破事件を起こした。
1972年6月1日、フランクフルトでバーダーは仲間と共に赤軍の爆弾製造工場にやってきたが、張り込んでいた警察官と銃撃戦となり膝を撃ち抜かれて降伏した。逮捕され、シュトゥットガルトのシュタムハイム刑務所に収監された。しかし弁護士で赤軍シンパのクラウス・クロワッサン（Klaus Croissant）とジークフリート・ハーク（Siegfried Haag）が組織の後継者となる「第二世代」のメンバーの勧誘と訓練などを行いながら、獄中の「第一世代」と面会しその声明をマスコミや支援者らに伝えていた。
獄中でバーダーたちは激しい獄中・法廷闘争を繰り広げ何度も大規模なハンガーストライキを行い、また1975年にはドイツ赤軍第二世代のメンバーが政治家ペーター・ロレンツ（Peter Lorenz）の誘拐事件、ストックホルムの西ドイツ大使館占拠事件などを立て続けに起こしたが、1977年にはバーダーたちに終身刑が宣告された。

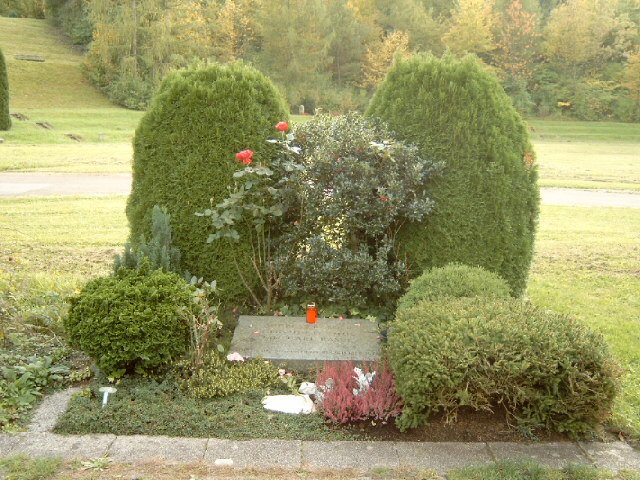
アンドレアス・バーダーの墓

ドイツ赤軍はバーダーたちを釈放させるために同年10月にパレスチナ・ゲリラに依頼してルフトハンザ航空181便ハイジャック事件を起こすが失敗。それをラジオで聞いたバーダーはもう1人の仲間と共に獄中でピストル自殺した。厳重な警備が敷かれていた筈の刑務所の獄中で、なぜ自決用のピストルが入手できたのかは謎である。公式見解では彼の弁護士が持ち込んだとされるが、国家権力による「法的手続きのない処刑だったのではないか」とする陰謀論も存在する。

## 人物
少年時代から父親のいない家庭で育ち、知的でカリスマ性を持つと同時に奇行や不良行為の常習者で、自らを哲学者の家系であると自称したり、自動車泥棒をしたり、同性愛者を誘惑して相手が釣られたところを激しく侮辱するという行為を繰り返していた。革命のためのテロ行為に強い興味を示していても、革命のための理想にはあまり関心がなかったと言われる。また女性蔑視の強い人物だったと言われ、グドルンとウルリケを含む全ての女性メンバー達を女性器の蔑称で呼んだり、自らが脱獄しようとした時に計画の主導権を握っていた女性メンバー達を褒めずに、付いてきただけだが抵抗してきた看守を射殺した男性メンバーのみを褒めるといった行為にそれが顕著だった。